# 813 Esquadró Aeri Naval
El 813 Esquadró Aeri Naval (anglès: 813 Naval Air Squadron) va ser un esquadró d'aeronaus del Fleet Air Arm de la Royal Navy durant la Segona Guerra Mundial i el període de postguerra. Inicialment va operar amb Swordfish Mk Is des del portaavions Illustrious i va participar en l'èxit de l'atac a Tàrent el novembre de 1940.
El juliol de 1943, l'esquadró era un component de RAF Gibraltar, però un destacament dels seus Swordfish (reconeixement de torpediners) estava basat a Tafaraoui, Algèria i assignat a la Força Aèria Costanera del Nord-oest d'Àfrica (NACAF) per a l'operació Husky.
A partir d'abril de 1944, l'esquadró, inclòs un destacament de Wildcata i tres caces nocturns Fulmar NF II,es va desplegar en el portaavions d'escorta HMS Campania que operava a l'oceà Àrtic en servei de comboi. El 13 de desembre de 1944 dos dels Swordfish de l'813 van ser els responsables de l'enfonsament del submarí alemany U-365 amb càrregues de profunditat.
Després de la guerra, l'esquadró va ser encarregat com a unitat de caça torpediners, inicialment equipat amb avions Blackburn Firebrand. Entre febrer de 1953 i abril de 1958, l'esquadró estava equipat amb avions d'atac Westland Wyvern propulsats per turbohélice. L'esquadró 813 es va dissoldre per última vegada el 22 d'abril de 1958.